# آبماما
آبماما (انگلیسی: Abemama) یک جزیره در کیریباتی است که در اقیانوس آرام واقع شده‌است.